# 재니 시카즈웨
재니 시카즈웨(영어: Janny Sikazwe, 1979년 5월 26일 ~ )는 잠비아의 축구 심판이다. 2007년부터 국제축구연맹 주관 대회의 심판을 맡고 있으며, 일본에서 개최된 2016년 FIFA 클럽 월드컵에서 가시마 앤틀러스와 레알 마드리드의 결승전 심판을 맡았다.

## 심판 경력

### FIFA 월드컵
2018년 FIFA 월드컵
- 2018년 6월 19일:  벨기에 -  파나마 (G조)
- 2018년 6월 28일:  일본 -  폴란드 (H조)

### FIFA U-17 월드컵
2015년 FIFA U-17 월드컵
- 2015년 10월 21일:  오스트레일리아 -  멕시코 (C조)
- 2015년 10월 25일:  프랑스 -  시리아 (F조)
- 2015년 11월 2일:  벨기에 -  코스타리카 (결승전)

### 아프리카 네이션스컵
2015년 아프리카 네이션스컵
- 2015년 1월 20일:  말리 -  카메룬 (D조)
- 2015년 2월 1일:  가나 -  기니 (8강전)

2017년 아프리카 네이션스컵
- 2017년 1월 14일:  부르키나파소 -  카메룬 (A조)
- 2017년 1월 20일:  코트디부아르 -  콩고 민주 공화국 (C조)
- 2017년 1월 28일:  세네갈 -  카메룬 (8강전)
- 2017년 2월 5일:  이집트 -  카메룬 (결승전)